# 24211 Barbarawood
24211 Barbarawood là một tiểu hành tinh vành đai chính với chu kỳ quỹ đạo là 1248.9747999 ngày (3.42 năm).
Nó được phát hiện ngày 7 tháng 12 năm 1999.